# 高橋一輝
高橋一輝（1996年10月6日—），日本足球運動員，司職中場，現效力K聯賽2球會富川FC1995。

## 外部連結
- 高橋 一輝 （页面存档备份，存于）  transfermarket.co.uk (用英语)
- 高橋一輝的X（前Twitter）
- 高橋一輝的Instagram帳戶